# Todarodes filippovae
Todarodes filippovae е вид главоного от семейство Ommastrephidae. Видът не е застрашен от изчезване.

## Разпространение и местообитание
Разпространен е в Австралия, Аржентина, Нова Зеландия, Фолкландски острови, Чили, Южна Африка и Южна Джорджия и Южни Сандвичеви острови.
Обитава крайбрежията на океани и морета в райони със субтропичен климат.